# Tjesnačnik
Tjesnačnik (frikativ) vrsta je suglasnika koji se tvore tjeranjem zraka kroz uski kanal koji se, primjerice, tvori između jezika i zuba ili nepca. Približavanje artikulatornih organa takvo je da nastaju vrtlozi, turbulencije, koji rezultiraju šumnim glasom. 
U hrvatskome standardnom jeziku frikativa je šest, a to su: z, ž, s, š, f, h. U međunarodnoj fonetskoj abecedi (IPA) složeni su tablično:
|          | Labiodentalni | Dentalni | Postalveolarni | Velarni |
| -------- | ------------- | -------- | -------------- | ------- |
| Bezvučni | f             | s        | ʃ              | x       |
| Zvučni   |               | z        | ʒ              |         |

Međunarodna fonetska abeceda poznaje širi skup tjesnačnika, primjerice sibilantni frikativi:
- [s]  bezvučni nadzubni
- [z]  zvučni nadzubni
- [sʼ] nadzubni
- [s̪]  bezvučni zubni
- [z̪]  zvučni zubni
- [s̺]  bezvučni prednje-nadzubni
- [z̺]  zvučni prednje-nadzubni
- [s̠]  bezvučni stražnje-nadzubni
- [z̠]  zvučni stražnje-nadzubni
- [ʃ]  bezvučni stražnje-nadzubni
- [ʒ]  zvučni stražnje-nadzubni
- [ɕ]  bezvučni nadzubno-prednjonepčani
- [ʑ]  zvučni nadzubno-prednjonepčani.